# Українські медичні вісті (1918)
Українські медичні вісті — двотижневий часопис наукової, практичної та громадсько-побутової медицини, орган Всеукраїнської спілки лікарів. Перше число видане у Києві у 1918 р.
Засновник: О. Корчак-Чепурківський.
Редактор: Є. Лукасевич.
Видавець: Всеукраїнська Спілка лікарів у Києві.
Адреса редакції: Київ, вул. Васильківська, 104.
В оголошенні про видання зазначалося, що часопис відбиватиме інтереси всього медичного персоналу: лікарів, фельдшерів, акушерок. Висловлювалося намагання роз'яснювати та втілювати в життя реформи в медико-санітарній справі, щоб полегшити життя українського населення.
У передовій статті «Наші завдання часу» першого числа часопису Овксентій Корчак-Чепурківський писав: «Найголовніше наше завдання утворити українську національну медицину як науку і як практичну галузь наукового знання». Для цього він вважав за необхідне утворити власні наукові та культурно-просвітницькі медичні установи; пошукати зерна емпіричної народної медицини; сприяти утворенню національно об’єднаної верстви лікарів-громадських діячів, скористатися силами прихильних до нас лікарів й іншого медичного персоналу неукраїнського походження, повернути на Україну всі розпорошені на далекій чужині українські лікарські сили.